# Lijst van rijksmonumenten in Deurne
De Noord-Brabantse gemeente Deurne kent 56 inschrijvingen in het rijksmonumentenregister. Hieronder een overzicht. 

## Deurne
De plaats Deurne kent 33 rijksmonumenten:
| Object | Oorspronkelijke functie?  | Bouwjaar                                                                     | Architect           | Locatie                    | Coördinaten?                  | Nr.?   | Afbeelding                                                                           |
| --- | ------------------------- | ---------------------------------------------------------------------------- | ------------------- | -------------------------- | ----------------------------- | ------ | ------------------------------------------------------------------------------------ |
| Ruïne Groot Kasteel (ook "Huis te Deurne")                                                                                    | Kasteel, buitenplaats     | vóór 1397                                                                    |                     | Haageind 37                | 51° 28' 11" NB, 5° 48' 9" OL  | 12366  | Meer afbeeldingen                                                                    |
| Klein Kasteel (ook "Oud Huis")                                                                                                | Kasteel, buitenplaats     | vóór 1383                                                                    |                     | Haageind 60                | 51° 28' 14" NB, 5° 48' 15" OL | 12367  | Meer afbeeldingen                                                                    |
| Watermolen (Deurne), gelegen aan het beekje De Vlier                                                                          | korenwatermolen           | 1631 (jaartalankers), maar het huidige gebouw schijnt uit 1690 te dagtekenen |                     | Haageind 62                | 51° 25' 43" NB, 5° 49' 28" OL | 12368  | Meer afbeeldingen                                                                    |
| Protestantse Kerk | Kerk en kerkonderdeel     | 1815                                                                         |                     | Helmondseweg 5             | 51° 27' 50" NB, 5° 47' 35" OL | 12369  | Meer afbeeldingen                                                                    |
| De Wan: voormalige pastorie, gebouwd in de vorm van een groot landhuis onder dwars zadeldak met hoekschoorstenen en dakruiter | Kasteel, buitenplaats     | 1852 (gedenksteen)                                                           |                     | Kerkstraat 17              | 51° 27' 57" NB, 5° 47' 48" OL | 12371  | Meer afbeeldingen                                                                    |
| Sint-Willibrorduskerk (Deurne)                                                                                                | Kerk en kerkonderdeel     | 11e eeuw en later                                                            |                     | Markt 9                    | 51° 27' 52" NB, 5° 47' 41" OL | 12372  | Meer afbeeldingen                                                                    |
| Holten's Molen: ronde bakstenen beltmolen zonder wieken                                                                       | Industrie- en poldermolen | 1890, gerestaureerd vanaf 1993                                               |                     | Veldstraat 39              | 51° 27' 53" NB, 5° 48' 11" OL | 12373  | Meer afbeeldingen                                                                    |
| Kasteelboerderij Gedekt met een rieten dak met voet van pannen; houten kruiskozijnen                                          | Boerderij                 | 1804 (muurankers)                                                            |                     | Haageind 61                | 51° 28' 17" NB, 5° 48' 12" OL | 12374  | Kasteelboerderij Gedekt met een rieten dak met voet van pannen; houten kruiskozijnen |
| Maria-Antoinette: ronde bakstenen korenmolen op belt (Zeilberg)                                                               | Industriemolen            | 1847 (als poldermolen) / 1893                                                |                     | Zeilbergsestraat 98        | 51° 27' 30" NB, 5° 48' 44" OL | 12380  | Meer afbeeldingen                                                                    |
| Sint-Willibrorduskerk (Zeilberg)                                                                                              | Kerk en kerkonderdeel     | 1914                                                                         | C. Franssen         | Kerkplein 5                | 51° 27' 16" NB, 5° 49' 0" OL  | 517764 | Meer afbeeldingen                                                                    |
| Pastorie (Zeilberg) | Kerkelijke dienstwoning   | 1914                                                                         | C. Franssen         | Kerkplein 3                | 51° 27' 17" NB, 5° 48' 60" OL | 517765 | Meer afbeeldingen                                                                    |
| Klooster (Zeilberg) | Klooster, kloosteronderdl | ca. 1915                                                                     | C. Roffelsen        | Blasiusstraat 4            | 51° 27' 19" NB, 5° 49' 4" OL  | 517766 | Klooster (Zeilberg)                                                                  |
| Langgevelboerderij | Boerderij                 | ca. 1850 (kern) 1905 (verbouwd)                                              |                     | Grote Bottel 10            | 51° 27' 20" NB, 5° 46' 34" OL | 517771 | Langgevelboerderij                                                                   |
| Bakhuis | Boerderij                 | ca. 1905                                                                     |                     | Grote Bottel bij 10        | 51° 27' 20" NB, 5° 46' 34" OL | 517772 | Bakhuis                                                                              |
| Langgevelboerderij "La Trappe" (Zeilberg)                                                                                     | Boerderij                 | 1878                                                                         |                     | Riet 10                    | 51° 28' 19" NB, 5° 49' 53" OL | 517783 | Langgevelboerderij "La Trappe" (Zeilberg)                                            |
| Gemeentehuis, gebouwd in neo-renaissancestijl                                                                                 | Bestuursgebouw en onderdl | 1895-1896                                                                    | J.W. van der Putten | Markt 1                    | 51° 27' 49" NB, 5° 47' 41" OL | 517787 | Meer afbeeldingen                                                                    |
| Voormalige postkantoor en directeurswoning                                                                                    | Overheidsgebouw           | 1908                                                                         | Joh. Rooijakkers    | Markt 2 e.a.               | 51° 27' 50" NB, 5° 47' 38" OL | 517788 | Meer afbeeldingen                                                                    |
| Voormalige drogisterij met woonhuis                                                                                           | Werk-woonhuis             | 1910                                                                         | J. Rooijakkers      | Stationsstraat 4a / 6      | 51° 27' 49" NB, 5° 47' 37" OL | 517789 | Voormalige drogisterij met woonhuis                                                  |
| Kerkhofmuur met poorten | Erfscheiding              | 1924                                                                         | Jan Stuyt           | Markt bij 9                | 51° 27' 52" NB, 5° 47' 41" OL | 517790 | Kerkhofmuur met poorten                                                              |
| R.K. klooster met school | Klooster, kloosteronderdl | 1896                                                                         |                     | Visser 25                  | 51° 27' 55" NB, 5° 47' 33" OL | 517791 | R.K. klooster met school                                                             |
| Woonhuis "De Wieger" met praktijkruimte en atelier                                                                            | Werk-woonhuis             | 1922                                                                         | C. Roffelsen        | Oude Liesselseweg 29       | 51° 25' 43" NB, 5° 49' 28" OL | 517792 | Meer afbeeldingen                                                                    |
| Café-herberg Van Baars | Horeca                    | 1835 ca. 1895                                                                |                     | Stationsstraat 113         | 51° 27' 26" NB, 5° 47' 7" OL  | 517793 | Meer afbeeldingen                                                                    |
| Woonhuis, voorzien van elementen van de Delftse School                                                                        | Woonhuis                  | 1920                                                                         | C. Roffelsen        | Stationslaan 1             | 51° 27' 31" NB, 5° 47' 13" OL | 517794 | Woonhuis, voorzien van elementen van de Delftse School                               |
| Woonhuis | Woonhuis                  | ca. 1925                                                                     |                     | Stationslaan 3             | 51° 27' 30" NB, 5° 47' 14" OL | 517795 | Woonhuis                                                                             |
| Villa "Mariahof" | Woonhuis                  | ca. 1905                                                                     |                     | Stationslaan 6             | 51° 27' 28" NB, 5° 47' 14" OL | 517796 | Meer afbeeldingen                                                                    |
| Woonhuis "De Romein" | Woonhuis                  | 1913                                                                         | C. Roffelsen        | Romeinstraat 1             | 51° 27' 25" NB, 5° 47' 24" OL | 517797 | Meer afbeeldingen                                                                    |
| Peel Raamstelling: kazemat | Kazemat                   | 1939-1940                                                                    |                     | Hoge Brug e.a.             | 51° 22' 30" NB, 5° 53' 20" OL | 525585 | Upload foto                                                                          |
| Peel Raamstelling: kazemat | Kazemat                   | 1939-1940                                                                    |                     | Brug ongenummerd e.a.      | 51° 22' 30" NB, 5° 53' 20" OL | 525625 | Upload foto                                                                          |
| Peel Raamstelling: kazemat | Kazemat                   | 1939-1940                                                                    |                     | Hoge Brug ongenummerd e.a. | 51° 22' 30" NB, 5° 53' 20" OL | 525626 | Upload foto                                                                          |
| Peel Raamstelling: kazemat | Kazemat                   | 1939-1940                                                                    |                     | Hoge Brug ongenummerd e.a. | 51° 22' 30" NB, 5° 53' 20" OL | 525627 | Upload foto                                                                          |
| Peel Raamstelling: kazemat | Kazemat                   | 1939-1940                                                                    |                     | Hoge Brug ongenummerd e.a. | 51° 22' 30" NB, 5° 53' 20" OL | 525628 | Upload foto                                                                          |
| Peel Raamstelling: kazemat | Kazemat                   | 1939                                                                         |                     | Hoge Brug ongenummerd e.a. | 51° 22' 30" NB, 5° 53' 20" OL | 525629 | Upload foto                                                                          |
| Peel Raamstelling: geschutskazemat                                                                                            | Kazemat                   | 1940                                                                         |                     | Hoge Brug ongenummerd e.a. | 51° 22' 30" NB, 5° 53' 20" OL | 525630 | Upload foto                                                                          |

## Helenaveen
De plaats Helenaveen kent 13 rijksmonumenten:
| Object                                                | Oorspronkelijke functie? | Bouwjaar | Architect | Locatie                  | Coördinaten?                  | Nr.?   | Afbeelding                                            |
| ----------------------------------------------------- | ------------------------ | -------- | --------- | ------------------------ | ----------------------------- | ------ | ----------------------------------------------------- |
| Emmahoeve: boerderij                                  | Boerderij                | 1910     |           | Kaasweg bij 2            | 51° 25' 13" NB, 5° 53' 50" OL | 517752 | Emmahoeve: boerderij                                  |
| Emmahoeve: varkensstal annex schuur                   | Boerderij                | 1910     |           | Kaasweg bij 2            | 51° 25' 13" NB, 5° 53' 50" OL | 517753 | Meer afbeeldingen                                     |
| N.V. Maatschappij Helenaveen: voormalige tabaksschuur | Industrie                | ca. 1870 |           | Geldersestraat 10 / 12   | 51° 23' 11" NB, 5° 55' 41" OL | 517755 | N.V. Maatschappij Helenaveen: voormalige tabaksschuur |
| N.V. Maatschappij Helenaveen: bakhuis                 | Boerderij                | ca. 1900 |           | Geldersestraat 10 / 12   | 51° 23' 10" NB, 5° 55' 38" OL | 517756 | Upload foto                                           |
| NH en Gereformeerde kerk                              | Kerkelijke dienstwoning  | 1867     |           | Soemeersingel 25         | 51° 23' 33" NB, 5° 55' 3" OL  | 517758 | NH en Gereformeerde kerk                              |
| Zondagsschool                                         | Onderwijs en wetenschap  | ca. 1880 |           | Soemeersingel 27         | 51° 23' 34" NB, 5° 55' 4" OL  | 517759 | Meer afbeeldingen                                     |
| Keuterboerderij: woonhuis                             | Boerderij                | ca. 1915 |           | Soemeersingel 75         | 51° 24' 9" NB, 5° 54' 49" OL  | 517761 | Keuterboerderij: woonhuis                             |
| Keuterboerderij: kleine schuur annex karschop         | Boerderij                | ca. 1915 |           | Soemeersingel bij 75     | 51° 24' 9" NB, 5° 54' 49" OL  | 517762 | Keuterboerderij: kleine schuur annex karschop         |
| Boerderij met schuur                                  | Boerderij                | ca. 1910 |           | Kaasweg 10               | 51° 25' 35" NB, 5° 53' 28" OL | 517779 | Boerderij met schuur                                  |
| Voormalige turfstrooiselfabriek                       | Industrie                | 1881     |           | Rector Nuijtsstr. 13/13a | 51° 23' 44" NB, 5° 55' 2" OL  | 517780 | Voormalige turfstrooiselfabriek                       |
| Wilhelminahoeve                                       | Boerderij                | 1908     |           | Soemeersingel 97         | 51° 24' 32" NB, 5° 54' 23" OL | 517781 | Wilhelminahoeve                                       |
| Willem III Hoeve                                      | Boerderij                | 1913     |           | Soemeersingel 127        | 51° 25' 11" NB, 5° 53' 40" OL | 517782 | Meer afbeeldingen                                     |
| Predikantenwoning met aangebouwde schuur              | Kerkelijke dienstwoning  | 1867     |           | Soemeersingel 25         | 51° 23' 33" NB, 5° 55' 2" OL  | 525546 | Predikantenwoning met aangebouwde schuur              |

## Liessel
De plaats Liessel kent 2 rijksmonumenten:
| Object               | Oorspronkelijke functie?  | Bouwjaar | Architect | Locatie        | Coördinaten?                  | Nr.?   | Afbeelding        |
| -------------------- | ------------------------- | -------- | --------- | -------------- | ----------------------------- | ------ | ----------------- |
| De Volksvriend       | Industrie- en poldermolen | 1903     |           | Hoofdstraat 36 | 51° 24' 41" NB, 5° 49' 29" OL | 12375  | Meer afbeeldingen |
| St. Willibrorduskerk | Kerk en kerkonderdeel     | 1901     |           | Hoofdstraat 66 | 51° 24' 51" NB, 5° 49' 16" OL | 517785 | Meer afbeeldingen |

## Neerkant
De plaats Neerkant kent 1 rijksmonument:
| Object                                  | Oorspronkelijke functie?  | Bouwjaar | Architect | Locatie        | Coördinaten?                  | Nr.?   | Afbeelding                              |
| --------------------------------------- | ------------------------- | -------- | --------- | -------------- | ----------------------------- | ------ | --------------------------------------- |
| Voormalig klooster "St. Vincentiushuis" | Klooster, kloosteronderdl | 1915     |           | Dorpsstraat 28 | 51° 22' 10" NB, 5° 51' 58" OL | 517786 | Voormalig klooster "St. Vincentiushuis" |

## Vlierden
De plaats Vlierden kent 7 rijksmonumenten:
| Object                                    | Oorspronkelijke functie?  | Bouwjaar          | Architect | Locatie              | Coördinaten?                  | Nr.?   | Afbeelding                                |
| ----------------------------------------- | ------------------------- | ----------------- | --------- | -------------------- | ----------------------------- | ------ | ----------------------------------------- |
| Voormalige molenhuis                      | Bedrijfs-,fabriekswoning  | 17e eeuw          |           | Molenhuisweg 7       | 51° 26' 11" NB, 5° 46' 1" OL  | 12376  | Meer afbeeldingen                         |
| Johanna-Elisabeth                         | Industrie- en poldermolen | vermoedelijk 1848 |           | Molenhuisweg 4       | 51° 26' 21" NB, 5° 45' 41" OL | 12377  | Meer afbeeldingen                         |
| Voormalige pastorie                       | Woonhuis                  | 1844              |           | Pastoriestraat 23    | 51° 26' 40" NB, 5° 45' 28" OL | 12378  | Meer afbeeldingen                         |
| Voormalige boswachterswoning met karschop | Dienstwoning              | ca. 1895          |           | Rijntjesdijk 3       | 51° 27' 0" NB, 5° 44' 45" OL  | 517768 | Voormalige boswachterswoning met karschop |
| Particuliere begraafplaats Wiegersma      | Begraafplaats en -onderdl | 1942              |           | Rijntjesdijk bij 3   | 51° 27' 0" NB, 5° 44' 45" OL  | 517769 | Particuliere begraafplaats Wiegersma      |
| Grafkapel familie "de Maurissens"         | Begraafplaats en -onderdl | 1926              |           | Bij Oude Torenweg 15 | 51° 25' 43" NB, 5° 49' 28" OL | 517784 | Grafkapel familie "de Maurissens"         |
| Karschop                                  | Opslag                    | ca. 1910          |           | Rijntjesdijk 3       | 51° 27' 0" NB, 5° 44' 45" OL  | 525547 | Karschop                                  |